# Донкастер Роверз
«Донка́стер Ро́верз» (англ. Doncaster Rovers Football Club) — англійський футбольний клуб з Донкастера. Заснований 1879 року.

## Стадіони
За час існування клуб виступав на таких стадіонах:
- 1885—1915 — «Інтейк Граунд» (англ. «Intake Ground»)
- 1920—1922 — «Беннетторп Граунд» (англ. «Bennetthorpe Ground»)
- 1922—2006 — «Белл В'ю» (англ. «Belle Vue»)
- 2007– — «Кіпмоут Стедіум» (англ. «Keepmoat Stadium»)

## Визначні гравці
- Біллі Бремнер (100 легенд Футбольної ліги)
- Ель-Хаджі Діуф (ФІФА 100)
- Пітер Догерті (100 легенд Футбольної ліги)

## Досягнення
- Перша футбольна ліга
  - Чемпіони: 2012–13
  - Переможці плей-оф: 2007–08
- Володар Трофею Футбольної ліги: 2006–07